# Абдуллина, Равия Саматовна
Равия Саматовна Абдуллина  (род. 12 октября 1949, дер. Баскан Мамадышский район Татарская АССР, РСФСР, СССР) — советский и российский языковед, кандидат филологических наук (1988).

## Биография
Родилась 12 октября 1949 года в деревне Баскан Мамадышского района ТАССР.
Окончила Казанский университет в 1973 году. В том же году поступила в аспирантуру. Её научным руководителем была академик Д. Г. Тумашева. Спустя три года начала педагогическую деятельность в Елабужском государственном педагогическом институте.
С 1990 года на кафедре татарского языка и литературы Набережночелнинского педагогического института, в 1992—1994 годах декан филологического факультета, с 1999 года — профессор.

## Научная деятельность
Ведёт исследования в области стилистики и глагольных форм татарского языка, лингвометодики и культуры речи.
Автор учебников и методических пособий для школ и вузов.

### Сочинения
- Развитие значений и стилистические особенности временных форм татарского глагола. Казань, 1988.
- Татар язуы тарихы. (В соавторстве). Яр Чалы, 1990.
- Семантика и стилистика временных форм татарского глагола. Монография. Набережные Чаллы, 2002.